# Дългоух риж скокливец
Дългоух риж скокливец (Elephantulus rufescens) е вид слонска земеровка.

## Разпространение и местообитания
Видът е разпространен в страни от Източна Африка - източна и южна Етиопия, почти цяла Кения, източна Уганда, югоизточния ъгъл на Южен Судан, северна, централна и западна Танзания и северната част на Сомалия. Обитава разнообразни местообитания от полупустини до тропически гори.

## Описание
Имат изключително подвижно хоботче. Теглото им достига от 25 до 60 грама с размери от 17 до 31 cm.

## Поведение
Образуват моногамни двойки и по-рядко живеят в колонии. Обитават стари дупки издълбани от гризачи. Предимно дневни животни са, но може да бъдат активни и нощем според сезона и при пълнолуние.

## Размножаване
Липсва ясно изразена сезонна цикличност. Бременността трае около 57 – 65 дни като раждат 1 до 2 малки, обикновено 1. Малките се раждат с отворени очи и покрити с козина. След около седмица преминават и на твърда храна характерна за възрастните, а след още една излизат извън гнездото си заедно с възрастните. В нормални условия живеят около година и половина, а в плен до четири.

## Неприятели
Дългоухите рижи скокливци имат добри възможности да се прикриват в средата, която обитават, но въпреки това стават плячка на змии, хищни птици и бозайници.